# Befolyással üzérkedés
A befolyással üzérkedés a korrupciós bűncselekmények egyike a magyar Büntető Törvénykönyvben (2012. évi C. törvény). Egyes tényállási elemeiben a vesztegetéshez, mások tekintetében a csaláshoz áll közel.

## A hatályos Btk-ban (2012. évi C. törvény)

### Tényállása
Aki arra hivatkozással, hogy hivatalos személyt befolyásol, a maga vagy más számára jogtalan előnyt kér, a jogtalan előnyt vagy ennek ígéretét elfogadja, illetve a rá tekintettel harmadik személynek adott vagy ígért jogtalan előny kérőjével vagy elfogadójával egyetért, bűntett miatt egy évtől öt évig terjedő szabadságvesztéssel büntetendő.
A büntetés két évtől nyolc évig terjedő szabadságvesztés, ha az elkövető
a) azt állítja vagy azt a látszatot kelti, hogy hivatalos személyt veszteget,
b) hivatalos személynek adja ki magát, vagy
c) a bűncselekményt üzletszerűen követi el.
Aki az (1) bekezdésében meghatározott bűncselekményt gazdálkodó szervezet részére vagy érdekében tevékenységet végző személlyel kapcsolatban követi el, vétség miatt két évig terjedő szabadságvesztéssel büntetendő.
A büntetés bűntett miatt három évig terjedő szabadságvesztés, ha a (3) bekezdésben meghatározott bűncselekményt gazdálkodó szervezet részére vagy érdekében tevékenységet végző, önálló intézkedésre jogosult személlyel kapcsolatban követik el.
Az (1) és (2) bekezdés szerint büntetendő, aki az ott meghatározott bűncselekményt külföldi hivatalos személlyel kapcsolatban követi el.
A büntetés korlátlanul enyhíthető - különös méltánylást érdemlő esetben mellőzhető - az (1) és (3) bekezdésben meghatározott bűncselekmény elkövetőjével szemben, ha a bűncselekményt, mielőtt az a hatóság tudomására jutott volna, a hatóságnak bejelenti, a kapott jogtalan vagyoni előnyt vagy annak ellenértékét a hatóságnak átadja, és az elkövetés körülményeit feltárja.

## Története
Az 1961. évi V. törvény ezt a bűncselekményt hivatali befolyással üzérkedésnek nevezte. 
A korábbi büntető törvénykönyv, az 1978. évi IV. törvény változtatta  a bűntett elnevezését befolyással üzérkedésre.  Az alapesetet a törvény 3 évig terjedő szabadságvesztéssel, a minősített esetet 1 évtől 5 évig terjedő szabadságvesztéssel fenyegette.